# Hyperaspis globula
Hyperaspis globula är en skalbaggsart som beskrevs av Thomas Casey 1899. Hyperaspis globula ingår i släktet Hyperaspis och familjen nyckelpigor. Inga underarter finns listade i Catalogue of Life.